# Zentrallehranstalt
Die Zentrallehranstalten (ZLA) sind im Bildungssystem in Österreich einige Schulen, die direkt in den Verwaltungsbereich des Bundes fallen.

## Geschichte und Stellung im Bildungssystem
Die Unterscheidung dieser Schulen ist historisch, sie werden nicht von der Bildungsdirektion, sondern vom zuständigen Ministerium verwaltet. Die Standorte haben außerdem auch eine historische Bedeutung, denn viele Lehranstalten wurden bereits zu Zeiten der Monarchie eingeführt, um die Ausbildung von Fachkräften zu sichern.
Durch diesen gegebenen Sonderstatus werden die Schulen unter dem Namen Zentrallehranstalten zusammengefasst. Jede Zentrallehranstalt ist in ihrem Bildungsschwerpunkt in Österreich einzigartig.
Die Zentrallehranstalten, die alle in den Zuständigkeitsbereich des Bundesministerium für Bildung, Wissenschaft und Forschung fallen, sind:
- Das Bundesinstitut für Sozialpädagogik in Baden (Niederösterreich);
- die 5 Technischen und Gewerblichen Lehranstalten (TGLA);
- die 14 Land- und Forstwirtschaftlichen Lehranstalten (LFLA).

Die Land- und forstwirtschaftlichen Lehranstalten sind überdies dem Bundesministerium für Landwirtschaft, Regionen und Tourismus unterstellt. Die Ausbildungsformen sind im Land- und forstwirtschaftlichen Berufsausbildungsgesetz geregelt.

## Interessensvertretung der Schüler
Die überschulische Interessensvertretung von Seiten der Schüler ist die Zentrallehranstaltenschülervertretung (ZSV).